# Казімеж Анджей Яворський
Казі́меж А́нджей Яво́рський (пол. Kazimierz Andrzej Jaworski; * 28 листопада 1897 — † 6 вересня 1973, Люблін) — польський поет і перекладач родом із Холмщини.

## Біографічні відомості
Учився (з 1914 року) в Києві, згодом на медичному факультеті Харківського університету (1916—1919), відтоді переїхав до Польщі.
1933 — засновник і редактор літературно-громадського журналу «Kamena» (спочатку в Холмі, з 1954 року в Любліні), в якому популяризував українську літературу.

## Творчість
Автор низки поетичних збірок і спогадів.
Серед збірок:
- «Місячний мустанг» (1925),
- «На половині шляху» (1937).

У третьому томі 12-томового видання творів Яворського вміщено переклади поезій 36 українських поетів (1972). Зокрема, Яворський переклав твори Тараса Шевченка, Павла Тичини, Миколи Зерова, Максима Рильського.